# Gespunsart
Gespunsart és un municipi francès situat al departament de les Ardenes i a la regió del Gran Est. L'any 2007 tenia 1.153 habitants.

## Demografia

### Població
El 2007 la població de fet de Gespunsart era de 1.153 persones. Hi havia 452 famílies de les quals 116 eren unipersonals (48 homes vivint sols i 68 dones vivint soles), 128 parelles sense fills, 164 parelles amb fills i 44 famílies monoparentals amb fills.
La població ha evolucionat segons el següent gràfic:
Habitants censats

### Habitatges
El 2007 hi havia 508 habitatges, 464 eren l'habitatge principal de la família, 13 eren segones residències i 32 estaven desocupats. 476 eren cases i 32 eren apartaments. Dels 464 habitatges principals, 339 estaven ocupats pels seus propietaris, 109 estaven llogats i ocupats pels llogaters i 16 estaven cedits a títol gratuït; 1 tenia una cambra, 13 en tenien dues, 53 en tenien tres, 181 en tenien quatre i 216 en tenien cinc o més. 273 habitatges disposaven pel capbaix d'una plaça de pàrquing. A 232 habitatges hi havia un automòbil i a 161 n'hi havia dos o més.

### Piràmide de població
La piràmide de població per edats i sexe el 2009 era:
| Homes | Edats   | Dones |
| ----- | ------- | ----- |
| 0     | 95 o +  | 0     |
| 0     | 90 a 94 | 0     |
| 0     | 85 a 89 | 8     |
| 4     | 80 a 84 | 8     |
| 20    | 75 a 79 | 36    |
| 28    | 70 a 74 | 28    |
| 24    | 65 a 69 | 20    |
| 40    | 60 a 64 | 28    |
| 20    | 55 a 59 | 28    |
| 36    | 50 a 54 | 28    |
| 40    | 45 a 49 | 60    |
| 48    | 40 a 44 | 24    |
| 36    | 35 a 39 | 52    |
| 28    | 30 a 34 | 48    |
| 36    | 25 a 29 | 44    |
| 36    | 20 a 24 | 20    |
| 52    | 15 a 19 | 20    |
| 20    | 10 a 14 | 52    |
| 32    | 5 a 9   | 40    |
| 32    | 0 a 4   | 32    |

## Economia
El 2007 la població en edat de treballar era de 756 persones, 517 eren actives i 239 eren inactives. De les 517 persones actives 435 estaven ocupades (269 homes i 166 dones) i 83 estaven aturades (36 homes i 47 dones). De les 239 persones inactives 69 estaven jubilades, 64 estaven estudiant i 106 estaven classificades com a «altres inactius».

### Ingressos
El 2009 a Gespunsart hi havia 458 unitats fiscals que integraven 1.128,5 persones, la mediana anual d'ingressos fiscals per persona era de 15.808 €.

### Activitats econòmiques
Dels 34 establiments que hi havia el 2007, 1 era d'una empresa alimentària, 1 d'una empresa de fabricació de material elèctric, 7 d'empreses de fabricació d'altres productes industrials, 4 d'empreses de construcció, 4 d'empreses de comerç i reparació d'automòbils, 1 d'una empresa de transport, 5 d'empreses d'hostatgeria i restauració, 2 d'empreses financeres, 2 d'empreses de serveis, 3 d'entitats de l'administració pública i 4 d'empreses classificades com a «altres activitats de serveis».
Dels 6 establiments de servei als particulars que hi havia el 2009, 1 era un paleta, 1 fusteria, 2 lampisteries, 1 perruqueria i 1 restaurant.
Dels 3 establiments comercials que hi havia el 2009, 1 era una botiga de més de 120 m², 1 una botiga de menys de 120 m² i 1 una peixateria.
L'any 2000 a Gespunsart hi havia 3 explotacions agrícoles.

## Equipaments sanitaris i escolars
El 2009 hi havia 1 farmàcia i 1 ambulància.
El 2009 hi havia una escola elemental.

## Poblacions més properes
El següent diagrama mostra les poblacions més properes.